# 92-й отдельный танковый полк
Не следует путать с 92-м танковым полком 46-й танковой дивизии
92-й отдельный инженерно-танковый Свирский Краснознамённый орденов Кутузова и Богдана Хмельницкого полк — воинская часть Вооружённых сил СССР в Великой Отечественной войне.

## История
Полк сформирован как обычный танковый полк 6 мая 1944 года на базе 431-го отдельного танкового батальона в составе 7-й армии.
В составе действующей армии с 6 мая 1944 по 15 ноября 1944 и с 12 января 1945 по 9 мая 1945 года.
С 21 июня 1944 года участвует в Свирско-Петрозаводской операции. Перед операцией именно в этот полк свели остававшиеся в армии и на Ленинградском фронте 40 плавающих танков Т-37А/38, и во время операции эти танки использовались в боях последний раз за время их существования. Полк, в ходе форсирования реки, поддерживал части 99-й гвардейской стрелковой дивизии. Занял исходные позиции за 40-50 минут до конца артподготовки и начал переправу ещё до окончания артподготовки под прикрытием 338-го, 339-го, 378-го гвардейских самоходно-артиллерийских полков. За время переправы было потеряно всего 6 танков. На 21 июня 1944 года на Свирском плацдарме находились танки только этого полка.
4 июля 1944 года вместе с 275-м ОМБОНом прибыл на рубеж реки Тулемайоки, где застопорилось наступление частей 4-го стрелкового корпуса при поддержке 89-го танкового полка, и принял участие в форсировании реки.
После операции отведён в резерв, где переформирован в инженерно-танковый полк.
Прибыл в Польшу к началу Висло-Одерской операции, обеспечивал разминирование полосы наступления армии с Магнушевского плацдарма в районе южнее и юго-западнее города Магнушев. 31 января 1945 года полк вышел на Одер. В марте 1945 года ведёт тяжёлые бои за Кюстрин, 12 марта 1945 года город был взят, после чего полк до начала Берлинской операции вёл частные операции и выходил на заданный рубеж.
К началу Берлинской операции в составе полка были 20 танков, в том числе 15 Т-34, оборудованных тралами для уничтожения мин. Продвигаясь вперёд, полк 21 апреля 1945 года вышел на западную окраину Берлина. Перед полком была поставлена задача выйти в район правительственных учреждений. Полк вёл упорные бои за Полицай-Президиум и здание гестапо. Бои закончил 28 апреля 1945 года между дворцом Вильгельма II и Александерплац. На тот момент в полку было шесть танков.

## Подчинение
| Дата            | Фронт (округ)            | Армия             | Корпус | Дивизия | Бригада | Примечания |
| --------------- | ------------------------ | ----------------- | ------ | ------- | ------- | ---------- |
| 01.06.1944 года | Карельский фронт         | 7-я армия         | -      | -       | -       | -          |
| 01.07.1944 года | Карельский фронт         | 7-я армия         | -      | -       | -       | -          |
| 01.08.1944 года | Карельский фронт         | 7-я армия         | -      | -       | -       | -          |
| 01.09.1944 года | Карельский фронт         | 7-я армия         | -      | -       | -       | -          |
| 01.10.1944 года | Карельский фронт         | 7-я армия         | -      | -       | -       | -          |
| 01.11.1944 года | Карельский фронт         | 7-я армия         | -      | -       | -       | -          |
| 01.12.1944 года | Резерв Ставки ВГК        | 7-я армия         | -      | -       | -       | -          |
| 01.01.1945 года | Московский военный округ | -                 | -      | -       | -       | -          |
| 01.02.1945 года | 1-й Белорусский фронт    | 5-я ударная армия | -      | -       | -       | -          |
| 01.03.1945 года | 1-й Белорусский фронт    | 5-я ударная армия | -      | -       | -       | -          |
| 01.04.1945 года | 1-й Белорусский фронт    | 5-я ударная армия | -      | -       | -       | -          |
| 01.05.1945 года | 1-й Белорусский фронт    | 5-я ударная армия | -      | -       | -       | -          |

## Командиры
- Кротов Григорий Иванович (Родионович?) (1908—1944), майор, похоронен в посёлке Устье Видлицы (Карелия)[2][3]
- Суздалов Анатолий Фёдорович, подполковник

## Награды и наименование
| Награда (наименование)                 | Дата                                            | За что получена |
| -------------------------------------- | ----------------------------------------------- | --- |
| Почётное наименование «Свирский»       | 02.07.1944                                      | За участие в Свирско-Петрозаводской операции. Приказом Верховного Главнокомандующего № 0174 от 02 июля 1944 года соединениям и частям, отличившимся в боях с немецко — фашистскими захватчиками при форсировании реки Свирь и прорыве сильно укреплённых позиций противника, присвоено почётное наименование «Свирские» |
| Орден Красного Знамени                 | Указ Президиума ВС СССР от 26 апреля 1945 года  | За образцовое выполнение заданий командования в боях с немецкими захватчиками, за овладение городом и крепостью Кюстрин и проявленные при этом доблесть и мужество |
| Орден Кутузова III степени             | Указ Президиума ВС СССР от 11 июня 1945 года    | За образцовое выполнение заданий командования в боях с немецкими захватчиками, за овладение столицей Германии городом Берлин и проявленные при этом доблесть и мужество |
| Орден Богдана Хмельницкого III степени | Указ Президиума ВС СССР от 19 февраля 1945 года | За образцовое выполнение заданий командования в боях с немецкими захватчиками, за овладение городами Влоцлавек, Бжесць-Куявский, Коло, и проявленные при этом доблесть и мужество |

## Воины полка
| Награда | Ф.И.О                     | Звание            | Должность                | Дата награждения                 | Примечания |
| ------- | ------------------------- | ----------------- | ------------------------ | -------------------------------- | ---------- |
|         | Антонов, Фёдор Николаевич | старшина          | заряжающий танка         | 13.02.1945 25.03.1945 15.05.1946 |            |
|         | Олейников, Иван Иванович  | лейтенант         | командир танковой роты   | 31 мая 1945 года                 |            |
|         | Языджан, Давид Мисакович  | младший лейтенант | командир танка-тральщика | 31 мая 1945 года                 |            |